# The Best of the Pink Floyd / Masters of Rock
The Best of The Pink Floyd — сборник ранних композиций группы Pink Floyd периода 1967—1968 годов, выпущенный в 1970 году.

## Об альбоме
В 1974 году, на волне успеха после выхода альбома The Dark Side of the Moon (1973), был переиздан под названием Masters of Rock. Позже издавался под названием Masters of Rock, Volume 1 в серии, состоящей из альбомов разных исполнителей, выпущенной компанией EMI.
Альбом состоит из композиций, написанных в ранний период, когда в группе участвовал Сид Барретт, он же является автором большинства из них. Три композиции (на первой стороне) взяты с дебютного альбома The Piper at the Gates of Dawn, остальные ранее издавались в виде синглов. 
Композиция «It Would Be So Nice» представлена в новом варианте, отличающемся от сингла. 
На альбоме The Best of the Pink Floyd все записи сделаны в моно, в то время как Masters of Rock содержит некоторые стерео-варианты — например, на этом альбоме впервые появляется стереовариант песни «Apples and Oranges».

## Список композиций

### сторона А
1. «Chapter 24» (Сид Барретт) — 3:36
  - альбом «The Piper at the Gates of Dawn»
2. «Matilda Mother»[2] (Сид Барретт) — 3:03
  - альбом «The Piper at the Gates of Dawn»
3. «Arnold Layne» (Сид Барретт) — 2:51
  - первый сингл, сторона «А»
4. «Candy and a Currant Bun» (Сид Барретт) — 2:38
  - первый сингл, сторона «Б»
5. «The Scarecrow» (Сид Барретт) — 2:07
  - альбом «The Piper at the Gates of Dawn»

### сторона Б
1. «Apples and Oranges» (Сид Барретт) — 3:01
  - третий сингл, сторона «А»
2. «It Would Be So Nice» (Ричард Райт) — 3:39
  - четвёртый сингл, сторона «А»
3. «Paint Box» (Ричард Райт) — 3:27
  - третий сингл, сторона «Б»
4. «Julia Dream» (Роджер Уотерс) — 2:28
  - четвёртый сингл, сторона «Б»
5. «See Emily Play» (Сид Барретт) — 2:50
  - второй сингл, сторона «А»